# Marquinho (Marcos Cardoso)
Marcos Cardoso (24 de diciembre de 1968, Río de Janeiro, Brasil), más conocido como Marquinho, es un exfutbolista brasileño que se desempeñaba como volante-delantero y quien jugó casi toda su carrera deportiva en el fútbol de Colombia.

## Clubes
| Club                   | País       | Año                  | Partidos | Goles |
| Envigado Fútbol Club   | Colombia   | 1997                 | 38       | 14    |
| Deportes Quindío       | Colombia   | 1997                 |          |       |
| Junior de Barranquilla | Colombia   | 1998-2001, 2003-2004 | 208      | 53    |
| Deportivo Saprissa     | Costa Rica | 2001-2002            | 17       | 5     |
| Deportivo Wanka        | Perú       | 2003                 | 14       | 1     |
| Atlético Bucaramanga   | Colombia   | 2004                 | 19       | 2     |
| Deportes Quindío       | Colombia   | 2005                 | 33       | 2     |
| Monagas                | Venezuela  | 2006                 | 9        | 0     |